# Haroldiataenius limbatus
Haroldiataenius limbatus är en skalbaggsart som beskrevs av Bates 1887. Haroldiataenius limbatus ingår i släktet Haroldiataenius och familjen Aphodiidae. Inga underarter finns listade i Catalogue of Life.